# Орланди, Стефано
Стефано Орланди (итал. Stefano Orlandi; 1681, Болонья — 29 июля 1760) — итальянский живописец и гравёр академического направления болонской школы. Мастер архитектурной иллюзорно-перспективной живописи, так называемой «квадратуры» и жанра каприччио.

## Биография
Стефано обучался рисунку и живописи у отца, Одоардо Орланди, ученика Лоренцо Пазинелли. Вначале он стремился стать мастером стукко (декоративной лепки), но потом начал учиться у местного живописца Антонио Риццини. Затем поступил в мастерскую Помпео Альдровандини, который учил его «квадратуре», и вместе с Помпео он отправился в Рим, где, начиная с 1713 года, писал декорации для Театро Капраника.
Он расписывал церковь Санти-Джованни-э-Петронио в Риме в сотрудничестве с художником-«фигуристом» Джузеппе Гамбарини (Орланди изображал архитектуру, а Гамбарини фигуры).
На дальнейшее творчество Орланди значительное влияние оказали работы Джузеппе Галли да Бибьены. После тридцати двух месяцев работы в Риме Орланди вернулся в Болонью, работал с Джозеффо Орсони в жанре квадратуры, также завершая сценические проекты для театров в Лукке и Турине. Он начал сотрудничать с Витторио Бигари. Помог украсить росписями «квадратуры» входную лестницу и зал в Палаццо Альдрованди и галерею в Палаццо Рануцци; расписывал Палаццо Пубблико в Фаэнце и Палаццо дельи Арчити в Милане и расписывал капеллу кардинала Альдрованди в базилике Сан-Петронио в Болонье; писал для графа Пеллегрини в Вероне.
В Брешии Стефано Орланди сотрудничал с Франческо Монти, расписывал Палаццо Маркезе Мартиненго и Каса Канзаго, капеллу оратория в Сан-Джакомо-Маджоре. Он расписал церковь Конвертите, капеллу церкви Целестинцев и капеллу Монти в церкви Корпус Домини, а также алтарь святого Винсента Феррера в базилике Сан-Петронио.
В 1755 году художник перенёс инсульт и четыре года был прикован к постели.
Среди его многочисленных учеников были Гаэтано Алемани, Джованни Дзанарди, Паоло Балларини, Винченцо Торредиани, Джованни Паоло Андерлини, а также его сыновья Франческо, Стефано Орланди младший и Джованни Баттиста Сандони.